# アラロー
アラロー（カタルーニャ語: Alaró: カタルーニャ語発音: [əɫəˈɾo]）は、スペイン・バレアレス諸島州のムニシピ。バレアレス諸島・マヨルカ島の中央部に位置する。

## 歴史

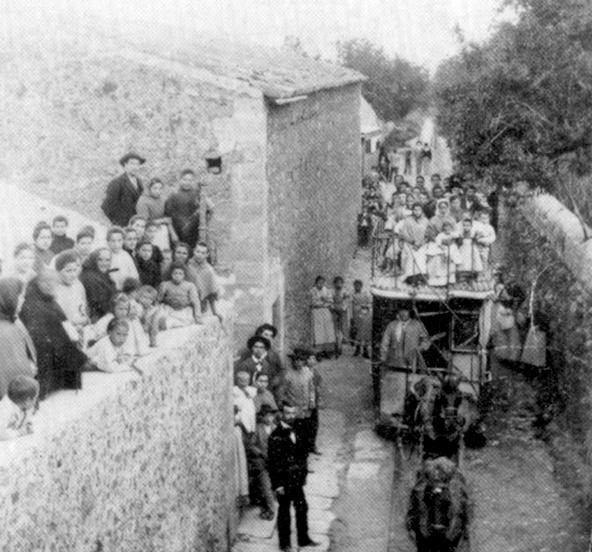
アラロー鉄道

アラローの町の起源はイスラーム時代までさかのぼる。キリスト教徒がマヨルカ島を再征服（レコンキスタ）した際には、海賊の侵略を避けるためにアラロー城が建設され、この城は再征服の拠点の一つとなった。
1881年にはパルマ・デ・マヨルカと中央部の中心地インカを結ぶ鉄道路線から分岐して、クンセイとアラローを結ぶアラロー鉄道が開業した。アラロー鉄道の軌間は914mm、延長距離は3.4kmであり、起点と終点の標高差は約50mだった。アラロー鉄道は1941年に運行を停止し、1951年に正式に廃止された。
かつてのアラローで最も重要な産業は靴製造業であり、最盛期には30工場で2,000人以上が働いていたが、現在では1社が営業しているのみである。重要な褐炭鉱山もあったが現在は閉鎖されている。今日ではマヨルカ島の中心都市であるパルマ・デ・マヨルカに通勤する住民が多い。2000年5月8日にはマヨルカ島評議会によって古い工場の塔が文化遺産に認定された。

## 地理
マヨルカ島北西部にあるトラムンタナ山脈の東側にある。ブニョーラ、アスコルカ、リョセタ、マンコール・ダ・ラ・バイ、ビニサレム、クンセイ、サンタ・マリーア・ダル・カミと境界を接している。
アラローの町の北側には広い谷が形成されており、その両側にはカステイとアルカデナと呼ばれる頂上が平坦な絶壁が聳えている。アラロー城はカステイの頂上部（標高822m）にある城跡であり、1931年6月3日に重要文化財に指定された。

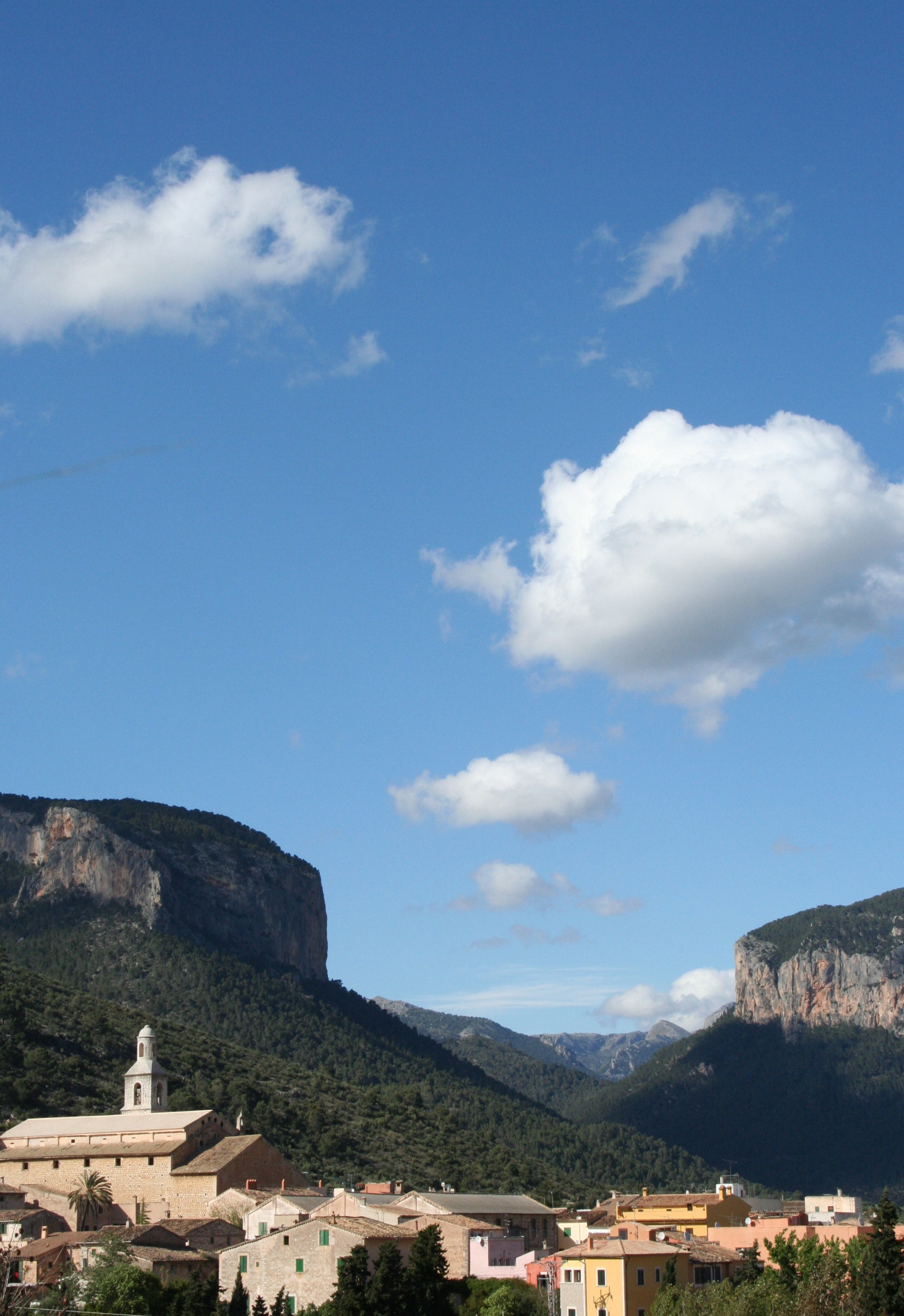
アラローの町とアラロー城（左上）
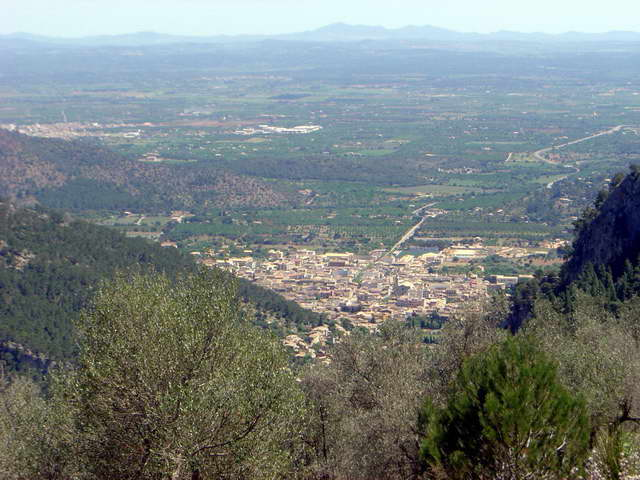
トラムンタナ山脈から見たアラローの町
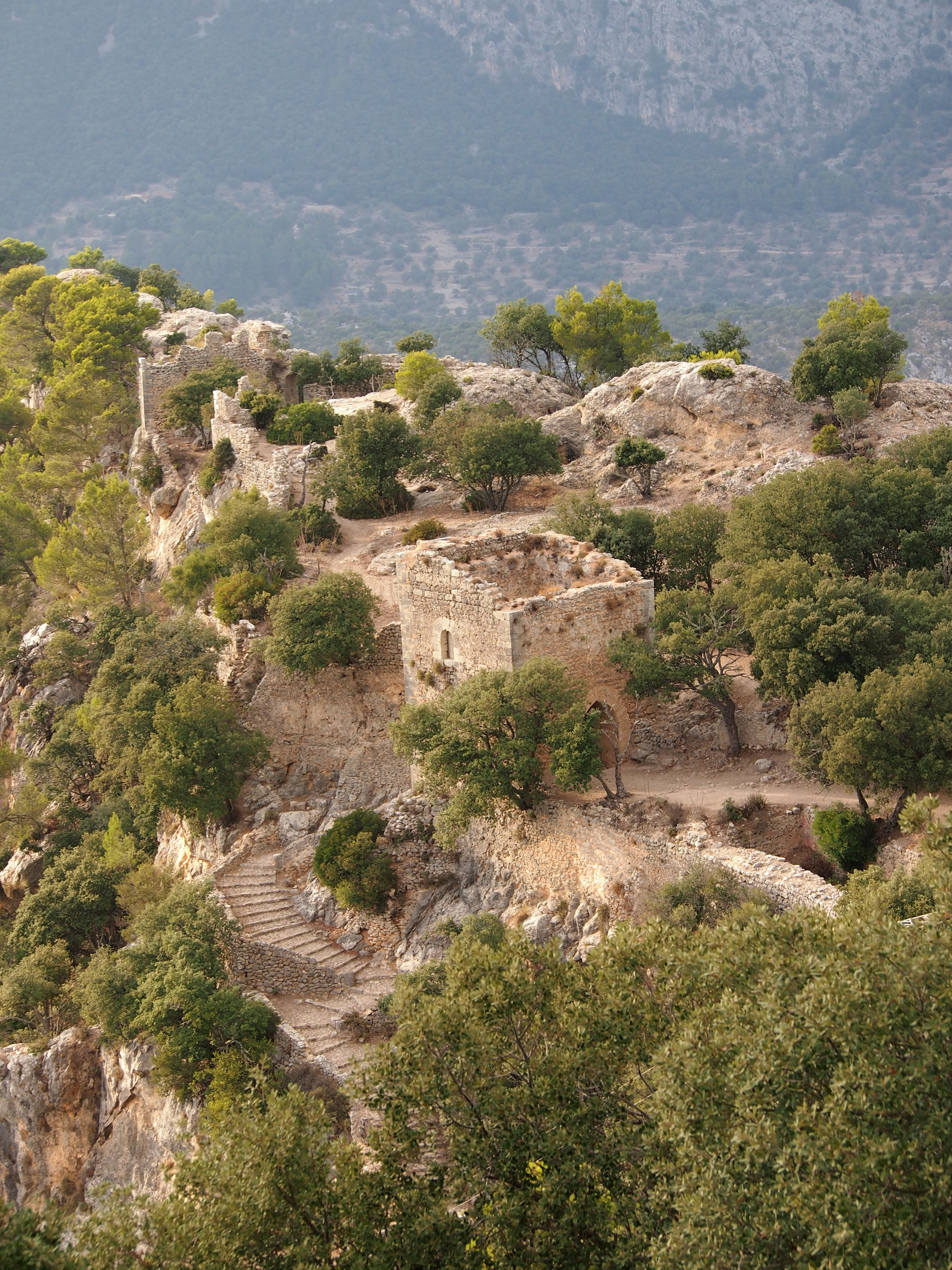
アラロー城
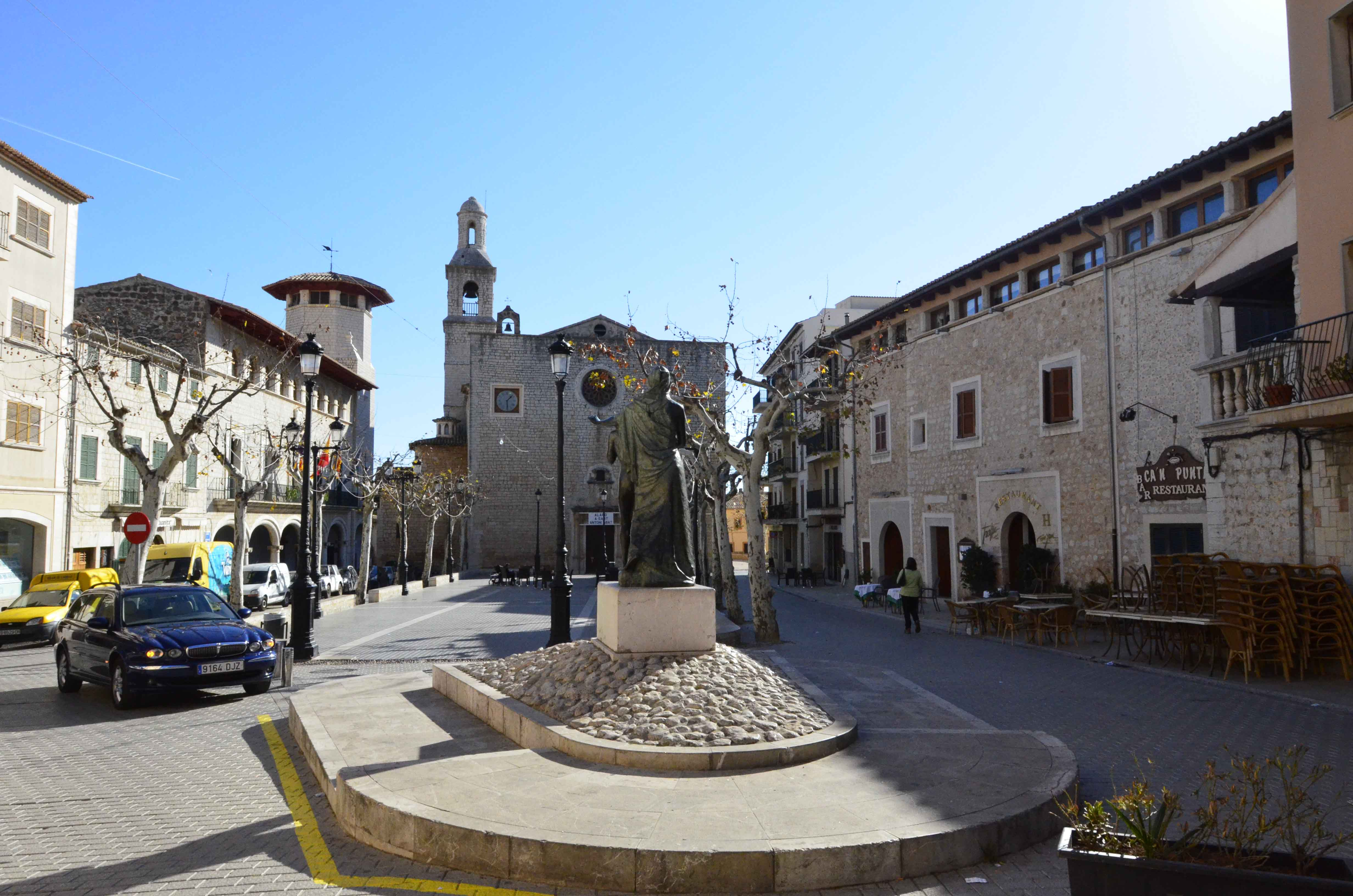
アラロー広場